# Фабіо Чераволо
Фабіо Чераволо (італ. Fabio Ceravolo, нар. 5 березня 1987, Локрі) — італійський футболіст, нападник клубу «Кремонезе». Грав за молодіжну збірну Італії.

## Клубна кар'єра
Вихованець академії «Agesidamo Locrese», з якої 2002 року потрапив в акадмію «Реджини».
11 вересня 2005 року він зіграв свій перший матч за команду в Серії А проти «Сампдорії». У дебютному для себе сезоні 2005/06 Чераволо зіграв 6 матчів у чемпіонаті і 2 в Кубку Італії, не забивши жодного гола. Першу половину сезону 2006/07 італієць провів в оренді в клубі «Про Васто» у Серії С2. У 19 іграх за цю команду він зумів забити тільки один гол: це сталося 17 грудня 2006 року у зустрічі з клубом «Ренде», причому забитий ним гол виявився єдиним. З січня по липень 2006 року нападник був орендований іншим клубом — «Пізою». Чераволо був у складі команди в іграх плей-оф Серії С1, він провів 4 матчі і відзначився голом у трьох з них. В результаті «Піза» у сезоні 2006/07 зайняла 3 місце в Серії С1 і піднялася в Серію В.

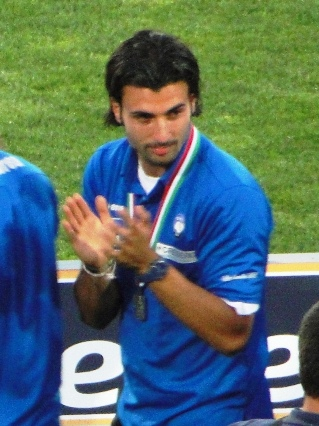
Чераволо під час виступів за «Аталанту». 2011 рік

Наступні два сезони Чераволо грав за «Реджину», яка виступала на той момент у вищому футбольному дивізіоні Італії. 12 січня 2008 року футболіст забив перший гол у Серії А в матчі з «Емполі» (1:1). Всього ж у сезоні 2007/08 він провів 21 матч у чемпіонаті і 1 в Кубку Італії. Наступний сезон був для гравця більш вдалим: 17 вересня 2008 року в матчі 4-го раунду Кубка Італії проти «Кальярі» Чераволо відзначився дублем, а підсумковий рахунок 4:0 вивів команду в 1/8 фіналу, де «Реджина» програла «Удінезе» у серії післяматчевих пенальті. У чемпіонаті того сезону він забив важливі голи у ворота «Аталанти» і «Кальярі», в обох зустрічах «Реджина» здобула перемогу, але це не врятувало команду від вильоту в Серію В.
20 серпня 2008 року Чераволо відправився в оренду в «Аталанту». Тут футболіст взяв участь в 27 іграх Серії А і забив 3 голи. За підсумками сезону «Аталанта» зайняла 18 місце в таблиці чемпіонату і опустилася в Серію В. Але «Аталанта» вирішила викупити у «Реджини» частину прав на гравця, тому на наступний сезон він залишився в клубі. У сезоні 2010/11 Чераволо виступив у 18 матчах Серії В і в двох з них відзначився забитим голом.
Посівши перше місце у Серії В у сезоні 2010/11, «Аталанта» дозволила «Реджині» викупити їх частину прав на Чераволо Тому італійський нападник з 24 липня 2011 року офіційно став гравцем клубу з Реджо-ді-Калабрії, що виступала в Серії В. 3 вересня Чераволо забив перший після повернення в «Реджину» м'яч: це сталося в матчі з «Гроссето». В наступному матчі він забив м'яч у ворота «Губбіо», через тиждень відзначився у зустрічі з «Пескарою».
У дорослому футболі дебютував 2005 року виступами за команду клубу «Реджина», в якій провів один сезон, взявши участь лише у 6 матчах чемпіонату.
Згодом з 2006 по 2007 рік грав у складі команд клубів «Про Васто» та «Піза».
Своєю грою за останню команду знову привернув увагу представників тренерського штабу клубу «Реджина», до складу якого повернувся 2007 року. Цього разу відіграв за команду з Реджо-Калабрія наступні два сезони своєї ігрової кар'єри.
У січні 2011 року уклав контракт з клубом Серії В «Тернаною», в складі якої провів три з половиною року і зіграв 124 матчів в усіх турнірах, забивши 26 голів.
До складу клубу «Беневенто» приєднався 8 липня 2016 року. В Серії В сезону 2016/17, він забив 20 голів в 39 матчах, посівши друге місце в списку бомбардирів, поступившись лише Джампаоло Паццині. Після чого Чераволо відзначився ще й у плей-оф, допомігши своїй команді вперше в історії вийти до Серії А.
31 серпня 2017 року на умовах оренди з обов'язковим подальшим викупом перейшов до «Парми». І цій команді за результатами сезону 2017/18 допоміг підвищитися в класі до елітного італійського дивізіону, після чого в сезоні 2018/19 взяв участь у 25 іграх Серії A.
2 вересня 2019 року про укладання контракту з Чераволо оголосив «Кремонезе», і гравець таким чином повернувся до виступів у другому італійському дивізіоні.

## Виступи за збірну
14 листопада 2007 року Чераволо дебютував у складі збірної Італії для гравців до 20 років у товариській зустрічі з однолітками зі Швейцарії. Гра проходила в італійському місті Мачерата. Всього нападник виходив у складі збірної цього віку 4 рази і забив 1 гол.

## Статистика виступів

### Статистика клубних виступів
Станом на 1 серпня 2020 року
| Сезон                 | Команда               | Чемпіонат             | Чемпіонат | Чемпіонат | Національний кубок | Національний кубок | Національний кубок | Континентальні кубки | Континентальні кубки | Континентальні кубки | Інші змагання | Інші змагання | Інші змагання | Усього | Усього |
| Сезон                 | Команда               | Ліга                  | Ігор      | Голів     | Ліга               | Ігор               | Голів              | Ліга                 | Ігор                 | Голів                | Ліга          | Ігор          | Голів         | Ігор   | Голів  |
| --------------------- | --------------------- | --------------------- | --------- | --------- | ------------------ | ------------------ | ------------------ | -------------------- | -------------------- | -------------------- | ------------- | ------------- | ------------- | ------ | ------ |
| 2005–06               | «Реджина»             | A                     | 6         | 0         | КІ                 | 2                  | 0                  | -                    | -                    | -                    | -             | -             | -             | 8      | 0      |
| 2006–07               | «Про Васто»           | C2                    | 19        | 1         | КІ-C               | 5                  | 2                  | -                    | -                    | -                    | -             | -             | -             | 24     | 3      |
| 2006–07               | «Піза»                | C1                    | 8+4       | 0+3       | КІ-C               | -                  | -                  | -                    | -                    | -                    | -             | -             | -             | 12     | 3      |
| 2007–08               | «Реджина»             | A                     | 21        | 1         | КІ                 | 1                  | 1                  | -                    | -                    | -                    | -             | -             | -             | 22     | 2      |
| 2008–09               | «Реджина»             | A                     | 19        | 2         | КІ                 | 3                  | 3                  | -                    | -                    | -                    | -             | -             | -             | 22     | 5      |
| 2009–10               | «Реджина»             | B                     | -         | -         | КІ                 | 1                  | 0                  | -                    | -                    | -                    | -             | -             | -             | 1      | 0      |
| 2009–10               | «Аталанта»            | A                     | 27        | 3         | КІ                 | 1                  | 0                  | -                    | -                    | -                    | -             | -             | -             | 28     | 3      |
| 2010–11               | «Аталанта»            | B                     | 18        | 2         | КІ                 | 2                  | 0                  | -                    | -                    | -                    | -             | -             | -             | 20     | 2      |
| Усього за «Аталанту»  | Усього за «Аталанту»  | Усього за «Аталанту»  | 45        | 5         |                    | 3                  | 0                  |                      | -                    |                      | -             | -             | -             | 48     | 5      |
| 2011–12               | «Реджина»             | B                     | 37        | 11        | КІ                 | 2                  | 0                  | -                    | -                    | -                    | -             | -             | -             | 39     | 11     |
| 2012–13               | «Реджина»             | B                     | 21        | 5         | КІ                 | 2                  | 1                  | -                    | -                    | -                    | -             | -             | -             | 23     | 6      |
| Усього за «Реджину»   | Усього за «Реджину»   | Усього за «Реджину»   | 104       | 19        |                    | 11                 | 5                  |                      | -                    | -                    |               | -             | -             | 115    | 24     |
| 2012–13               | «Тернана»             | B                     | 15        | 1         | КІ                 | -                  | -                  | -                    | -                    | -                    | -             | -             | -             | 15     | 1      |
| 2013–14               | «Тернана»             | B                     | 27        | 1         | КІ                 | 1                  | 0                  | -                    | -                    | -                    | -             | -             | -             | 28     | 1      |
| 2014–15               | «Тернана»             | B                     | 42        | 11        | КІ                 | 2                  | 1                  | -                    | -                    | -                    | -             | -             | -             | 44     | 12     |
| 2015–16               | «Тернана»             | B                     | 35        | 12        | КІ                 | 2                  | 0                  | -                    | -                    | -                    | -             | -             | -             | 37     | 12     |
| Усього за «Тернану»   | Усього за «Тернану»   | Усього за «Тернану»   | 119       | 25        |                    | 5                  | 1                  |                      | -                    | -                    |               | -             | -             | 124    | 26     |
| 2016–17               | «Беневенто»           | B                     | 39+4      | 20+1      | КІ                 | 1                  | 0                  | -                    | -                    | -                    | -             | -             | -             | 44     | 21     |
| серп. 2017            | «Беневенто»           | A                     | 1         | 0         | КІ                 | 0                  | 0                  | -                    | -                    | -                    | -             | -             | -             | 1      | 0      |
| Усього за «Беневенто» | Усього за «Беневенто» | Усього за «Беневенто» | 40+4      | 21        |                    | 1                  | 0                  |                      | -                    | -                    |               | -             | -             | 45     | 21     |
| вер. 2017–18          | «Парма»               | B                     | 18        | 7         | КІ                 | 0                  | 0                  | -                    | -                    | -                    | -             | -             | -             | 18     | 7      |
| 2018–19               | «Парма»               | A                     | 25        | 2         | КІ                 | 1                  | 0                  | -                    | -                    | -                    | -             | -             | -             | 26     | 2      |
| Усього за «Парму»     | Усього за «Парму»     | Усього за «Парму»     | 43        | 9         |                    | 1                  | 0                  |                      | -                    | -                    |               | -             | -             | 44     | 9      |
| 2019–20               | «Кремонезе»           | B                     | 25        | 2         | КІ                 | 1                  | 0                  | -                    | -                    | -                    | -             | -             | -             | 26     | 2      |
| Усього за кар'єру     | Усього за кар'єру     | Усього за кар'єру     | 403+8     | 85        |                    | 27                 | 8                  |                      | -                    | -                    |               | -             | -             | 438    | 93     |